# 極道会
極道会（ごくどうかい）はコナミが製作したガンシューティングゲーム『ザ・警察官』シリーズや『セイギノヒーロー』、アクションゲーム『アクション刑事』に登場する架空の指定暴力団。銃器の密輸・密売を主な仕事としており、警察に対し激しい銃撃戦を展開する過激な組織として描かれている。
新宿区を拠点にしている他、札幌市、名古屋市、大阪市、神戸市、福岡市博多区、ロサンゼルス・リトルトーキョーにも勢力を伸ばす巨大な組織である。上記の各都市に組事務所を構え、新宿歌舞伎町とリトルトーキョーでは事務所ビル1階でナイトクラブを経営していた。

## 構成員
以下の人物は指名手配されていたが、全員逮捕され現在服役中である。
『セイギノヒーロー』に登場の人物のみ、氏名を斜体としてある。『アクション刑事』の登場人物は太字で表記している。その他の人物は、全員『ザ・警察官』シリーズに登場する。

### 組長
- 原口勝治（はらぐち  かつじ）
極道会組長。拳銃密輸取引が警察に発覚した際にアメリカ・ロサンゼルスに逃亡したが、ロサンゼルス市警察署前路上で発見され、激しい銃撃戦の末に逮捕された。原口容疑者逮捕により、一斉検挙作戦は終わりを告げた。
- HANA（ハナ）
極道会組長の死後､その地位を受け継いでいた。ジェイクとルークが総本部に乗り込んだ際､幼少の折より学んだ剣術（二刀流）で応戦する。M.A.X.の力を利用したトリッキーな動きで2人を散々苦しめるも､最終的には力尽きる。その際､『М』の正体を明かし､2人を驚かせた。外国人構成員2人を付き人として従えていた。

### 幹部
- 松山重信（まつやま  しげのぶ）
ダンプカーの荷台に組員5人を乗せ劇場前広場を暴走するが、警察官に応戦され近隣のビルに激突、逮捕される。後の調べで、組事務所ビルに警察が強行突入したとの知らせを受け駆けつけた末の犯行と判明した。
翌年脱獄し、警察への復讐のため組員や香港マフィアに日本各地で発砲事件を起こすよう指示した。梅田アーケード下にて香港マフィア『龍頭』のボスと接触しているところ密告により警察に発覚。部下2名と共に逃走を図るが、警察官の応戦により再び逮捕される（プレーヤーが発砲したかどうかでエンディングが変化する。尚、発砲しないパターンの場合、警察官に追いかけられ、自動的に勝手に転んで逮捕に漕ぎ着ける。）。二度目の松山容疑者逮捕により、全国一斉検挙作戦は終わりを告げた。
- 松岡圭介（まつおか  けいすけ）
新宿駅構内に逃げ込み、電車内を走り回りながら発砲するも、警察官に応戦され逮捕される。この時すでに仲間はアメリカに逃亡していたが、それに気付かず電車で逃走を図った末の犯行だった。幸いラッシュアワー前であり、一般市民を巻き込む悲劇には至らなかった。
- 李 培栄（り  ばいえい、Bai Ei Lee）
国外逃亡した幹部の一人。リトルトーキョー西路上にて自動車に長田容疑者を乗せ走行中、警察官に発見されパニック状態に陥る。自動車を暴走させ警察官の轢殺を図るも、応戦により長田容疑者と共に逮捕される（海外版では一人だけである）。
- 長田典子（ながた  のりこ）
極道会唯一の女性幹部であり国外逃亡犯の一人。李容疑者の自動車に同乗中、警察官の応戦により李容疑者と共に逮捕される（海外版では倉庫街に逃げ込んでおり、そこで銃撃戦の末に逮捕された）。
- 北谷貞治（きたや  さだはる）
大通公園2丁目をパワーローダーで暴走するも、警察官に応戦され逮捕される。同公園の名物である噴水にパワーローダーで乗り込んだが幸い破損は無く、被害はゴミ箱数個の損壊に止まった。
- 阿部忠信（あべ  ただのぶ）
新宿駅東口広場をショベルカーで暴走、パトカー数台を破壊したが警察官に応戦され逮捕される。
- 本村弘司（もとむら  こうじ）
名古屋駅前東口ロータリーにセスナ機で飛来し、パトカーを破壊しながら警官隊に体当たり攻撃を繰り返すが、警察官に応戦され逮捕される。
- 梅沢幸治（うめざわ  こうじ）
博多・であい橋にてサブマシンガンを手に逃走。途中人質を取りながら逃げるも警官隊に追い詰められ、人質を盾に銃撃戦を繰り広げるが、警察官に応戦され逮捕される。
- 吉岡 賢（よしおか  まさる）
地下鉄・都庁前駅構内にて銃器密売を画策するも警察に発覚し逃走。トンネル内に逃げ込んだところを私服警官に発見され、バズーカ砲を使い攻撃するが応戦され逮捕される。当初1名だけだったのが逮捕時には何故か3名に増えており、警察関係者を困惑させた。この現象には幾つかの説があり、「三つ子説」、「影武者説」、「ドッペルゲンガー説」等が存在する。
- ZAEMON（ザエモン）
極道会系の幹部の1人。アジアで開催された太鼓の祭典に参加した時､M.A.X.の洗脳を受けた。東京都港区にて行われることになった決起集会に姿を見せ､ジェイクとルークに太鼓を披露する。彼の奏でた音が自身に跳ね返り､最終的には投降する。その後､M.A.X.の在処は香港に有ると教え､部下2人のバイクを持って行かせた。

※この他、氏名が公表されていない幹部が2名在籍しているが、両者とも指名手配はされていなかった。
- 氏名不詳1
極道会組事務所（地方支部）において、強行突入した警官隊に対し発砲するが銃撃戦の末に逮捕される。後の調べで、組長の身代わりに逮捕されたことが判明した。現在、同事務所の組長は逃走中。
- 氏名不詳2
新宿・歌舞伎町一番街にて拳銃を片手に逃げ回りながら部下数名に発砲させるも、警察官の応戦により部下と共に逮捕される。

### 直属組織
忍者部隊
極道会総本部に配置されていた部隊。総本部突入時に存在が判明した。忍者装束やジャージに身を包んでおり、捜査員に対し手裏剣を投げて抵抗したが、応戦により全員が逮捕される。
暴走族
東京都港区で行われた極道会の決起集会に参加したグループ。それにより直属組織であることが判明。集会時に同会の構成員と共に捜査員の襲撃を試みたが、応戦により参加者全員が逮捕される。

## 極道会関係者

### 香港マフィア『龍頭』
香港を拠点とする巨大犯罪組織。極道会とは銃器・薬物の取引等で関係が深い。同会からの協力要請で日本警察を相手に銃撃戦を繰り広げたことがある。香港中環地区において、アジト兼用の中華レストラン『大鐘楼』を経営しており、ウェイターなども全て構成員が務めていた。大型のコンテナ船「龍頭號」を所有、それを利用し銃器や薬物の密輸を行っている。以下の人物は全員中国人である。
- 熊 谷章（ゆう  こくしょう、Hung Ko Cheung）
龍頭のボス。梅田アーケード下で極道会幹部・松山重信容疑者と接触中、警官隊に追い詰められ銃撃戦の末に部下共々逮捕された。
- 高 浜元（こう  ひんげん、Ko Bun Yuen）
大阪国際空港にてヘリコプターを強奪し戎橋上空に飛来、機体から身を乗り出してサブマシンガンで警察官への銃撃、機体を用いた体当たりを行うが、応戦されヘリコプターが墜落、逮捕される。
- 古 家亙（こ  かせん、Ku Ka Hang）
龍頭の女性幹部。神戸南京町にてアクロバティックな動きと共に警察官に対し発砲するが、応戦により逮捕される。
- LEE（リー）
ZAEMONからの情報を頼りに香港に来ていたジェイク&ルークと中華レストランで対決する。舞台装置（ワイヤーアクション）と棒術及び鉄扇の投擲により攻撃を仕掛ける。追い詰められると口から炎を噴くことで対抗するも､結局力尽きる。その後､倒れた際に落とした手帳から龍頭に潜伏していた潜入捜査官だと判明した。捜査している内にM.A.X.の洗脳を受けていたとのこと。

### 密輸ブローカー
極道会は密輸・密売を主な資金源にしているため、専門の密輸ブローカーが活躍している。
- リチャード・ハンセン
銃器密輸ブローカー。アメリカから大量の銃器を持ち込むが、警官隊に取引現場に突入され極道会組事務所ビルから逃走。新宿アルタ前にて警察官との銃撃戦の末、逮捕される。
- 河西顕仁（かわにし  あきひと）
薬物密輸ブローカー。香港マフィア『龍頭』の貨物船で薬物を運んでいるところを海洋保安庁に発見、臨検されるも船を抜け出し品川埠頭を逃走。無免許ながらフォークリフトを乗りこなし、海洋保安官にサブマシンガンによる銃撃、爆発物入りドラム缶投擲を繰り返したが保安官の応戦により逮捕される。大胆な行動が多いらしく、仲間内では「ソウルフルな帝王」の呼び名が付いていたという。

### 強盗団
- 文 徳華（ぶん  とくか、Man Tak Wah）
強盗団の首領。秋葉原署管内で銀行強盗事件を起こすが、パトカーに追跡され部下の運転する自動車で逃走する。追跡を振り切ろうとしたところ運転を誤り、万世橋交差点で信号機に衝突し自動車が大破。部下が発砲して時間稼ぎをしている間に仲間に連絡し、追跡の足止めを図る。途中、商店街前で停車中の二輪車を強奪し尚も逃走するが立体駐車場に追い詰められ、バイクに乗りながら警察官に対し発砲、日本刀による斬りつけを繰り返すが応戦により逮捕される。極道会と直接の関係はないが、追跡妨害に同会の末端組員が協力しているのが確認されている。

## その他

### 使用された武器
極道会は銃器の密輸・密売を主な仕事としているためか、使用される武器の種類が事件発生の度に増加する傾向にある。
- 一斉検挙作戦時
拳銃、イスラエル製及びアメリカ製サブマシンガン（＝IMI UZI、イングラムM10など）、短刀が使用される。押収された拳銃のうち判明しているものはトカレフTT-33、S&W M10、コルト.25オート。
- 全国一斉検挙作戦時
上記の武器に加え、日本刀、手榴弾、火炎瓶が使用される。また、サブマシンガンがドイツ製の高性能なもの（＝H&K MP5K）に変更された。さらに極道会幹部がパワーローダー、ショベルカー、セスナ機を、龍頭幹部がヘリコプターを武器として使用。
- 秋葉原強盗事件・品川埠頭薬物密輸事件・都庁前駅武器密売事件時
上記2事件の武器（手榴弾、乗物を除く）に加え、旧ソ連製自動小銃（AK47）、旧ソ連製狙撃銃（ドラグノフ狙撃銃）が使用される。さらに品川埠頭では爆発物入りドラム缶、都庁前駅ではバズーカ砲も使用。
- 総本部突入作戦・決起集会阻止時
極道会構成員は短刀・日本刀に加え､手裏剣・バット・酒樽・鉄パイプ･和太鼓の音を使用。龍頭は機銃を積載したトラック・レーザー兵器を搭載したトラック・自動式拳銃・鉄扇・棍を使用。

### 末端組員の服装の変遷
- 一斉検挙作戦・全国一斉検挙作戦時
この時期における極道会末端組員の服装は特徴的である。全員が黒スーツを着用（事件時には上半身裸になっている組員もいた）している。対して、幹部は白や紺、グレー、紫など、様々な色のスーツを着用しており、幹部に昇進すると服装の自由が認められたらしい。また、松山容疑者や氏名不詳2のように、幹部でありながら黒スーツを着用する者もいた。
- 秋葉原強盗事件・品川埠頭薬物密輸事件・都庁前駅武器密売事件時
この時期から同会末端組員の服装が自由化される。これによって紺やアイボリー色のスーツ、刺繍入りシャツ、つなぎなどが多く見られるようになった。また、従来通りの黒スーツを着用する者もいる。
- 総本部突入作戦・決起集会阻止時 
昔ながらの黒スーツの他に､白スーツ､改造詰襟といった様々な服装が見られる。また、ジャージやトレーナーなどのラフな服装が多くなった。再び服装に関する規定の変更が有ったか否かは不明。忍者服（黒・青・茶の3種）を着た構成員も居る。港区には紺色の法被を着た組員が見られた。